# Reinder Jakobus de Stoppelaar

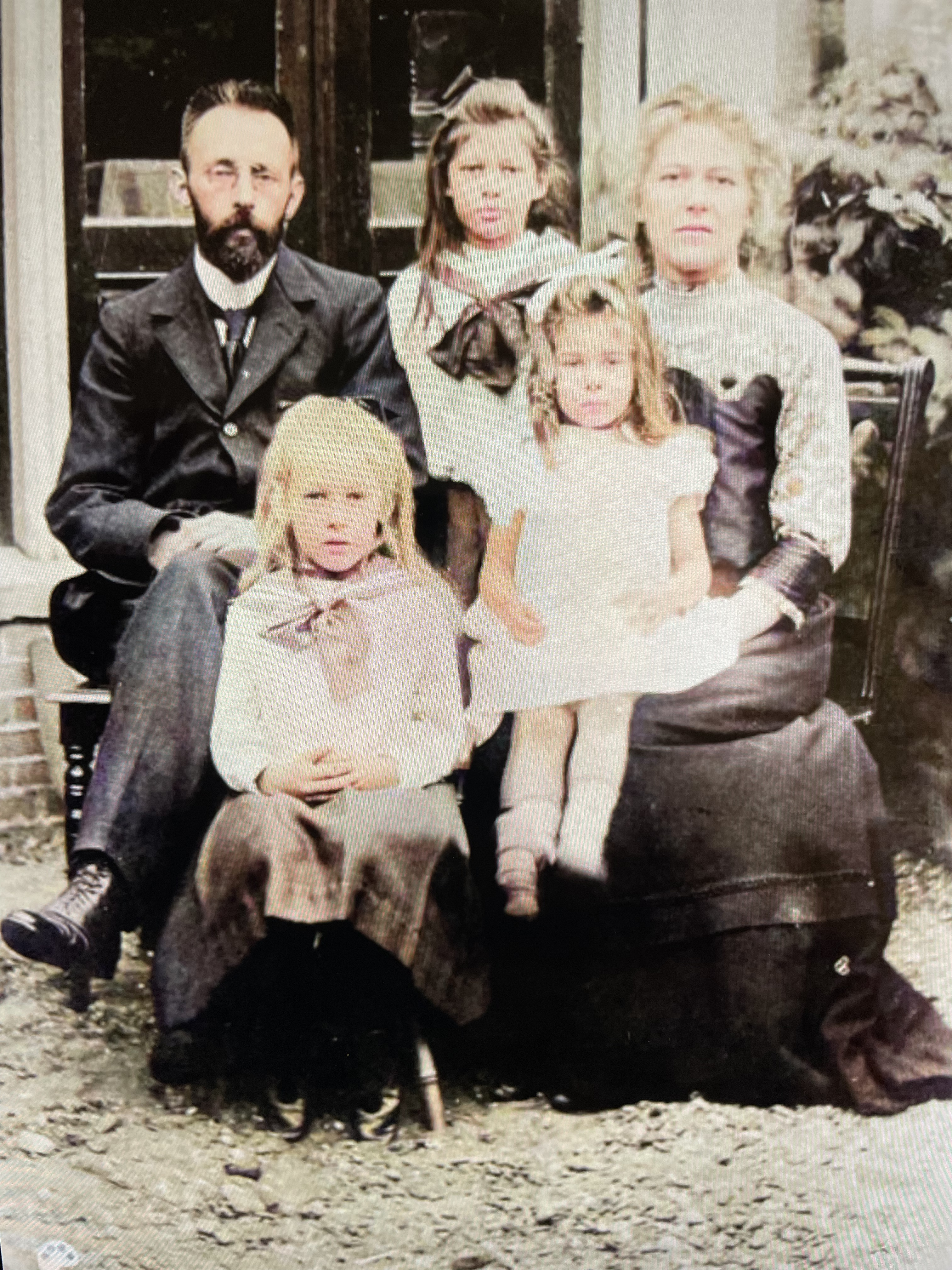
Foto uit 1911 van R.J. de Stoppelaar met zijn vrouw Maria en hun drie kinderen Maria Jacoba (Coby), Martha Adriana (Mattie) en Maria Cornelia (Rie) achter hun woning aan de Kanaaldijk 72 te Oost Graftdijk.

Reinder Jakobus de Stoppelaar (Ureterp, 22 augustus 1873 – Enschede, 15 april 1948) was een Nederlandse
doopsgezind predikant en publicist op het gebied van natuur en landschap. 
De Stoppelaar, soms aangeduid als Reinder Jacobus Taekema de Stoppelaar, was zoon van landbouwer Jacobus Andreas Lodewijk de Stoppelaar en Martzen Reinders Taekema. Hij huwde 10 oktober 1901 met Maria Jacoba de Lang. Hij ving in 1901 zijn loopbaan als doopsgezinde predikant aan in de gemeente Oost- en West Graftdijk.
Doopsgezind predikant te Warga van 1911 tot 1938.
De Stoppelaar overleed op 74-jarige leeftijd en ligt naast zijn vrouw begraven op de Westerbegraafplaats te Enschede.

## Popularisatie natuur
Bekend werd De Stoppelaar door zijn geschriften over natuur en landschap. Hij schreef onder meer in  het Het Vaderland, De Haagsche Post, De Wandelaar en Onze Aarde. Ook publiceerde hij ruim 20 boeken gedurende het Interbellum, soms in samenwerking met anderen, onder wie Jan P. Strijbos, A.B. Wigman en J.I. van Schaick. De Stoppelaar behoorde tot de redactie van de serie Wat leeft en groeit. In zijn publicaties paarde hij scherpe waarnemingen aan liefde voor de natuur, liefde voor de schepping en een modernistische visie. Hij schreef vooral over Friese weiden en wateren die hij goed kende.
De Stoppelaar deelde zijn passie voor natuurpopularisatie met enkele Nederlandse tijdgenoten, zoals dominee Adrianus van Veldhuizen, de socialist Henk van Laar en de onderwijzers-natuurbeschermers Jac. P. Thijsse en Eli Heimans. In Vlaanderen waren min of meer bekende natuurpopularisatoren de vooruitstrevende onderwijzer Leo Michel Thierry en de kapelaan-natuurbeschermer Frans Segers.

## Publicaties De Stoppelaar

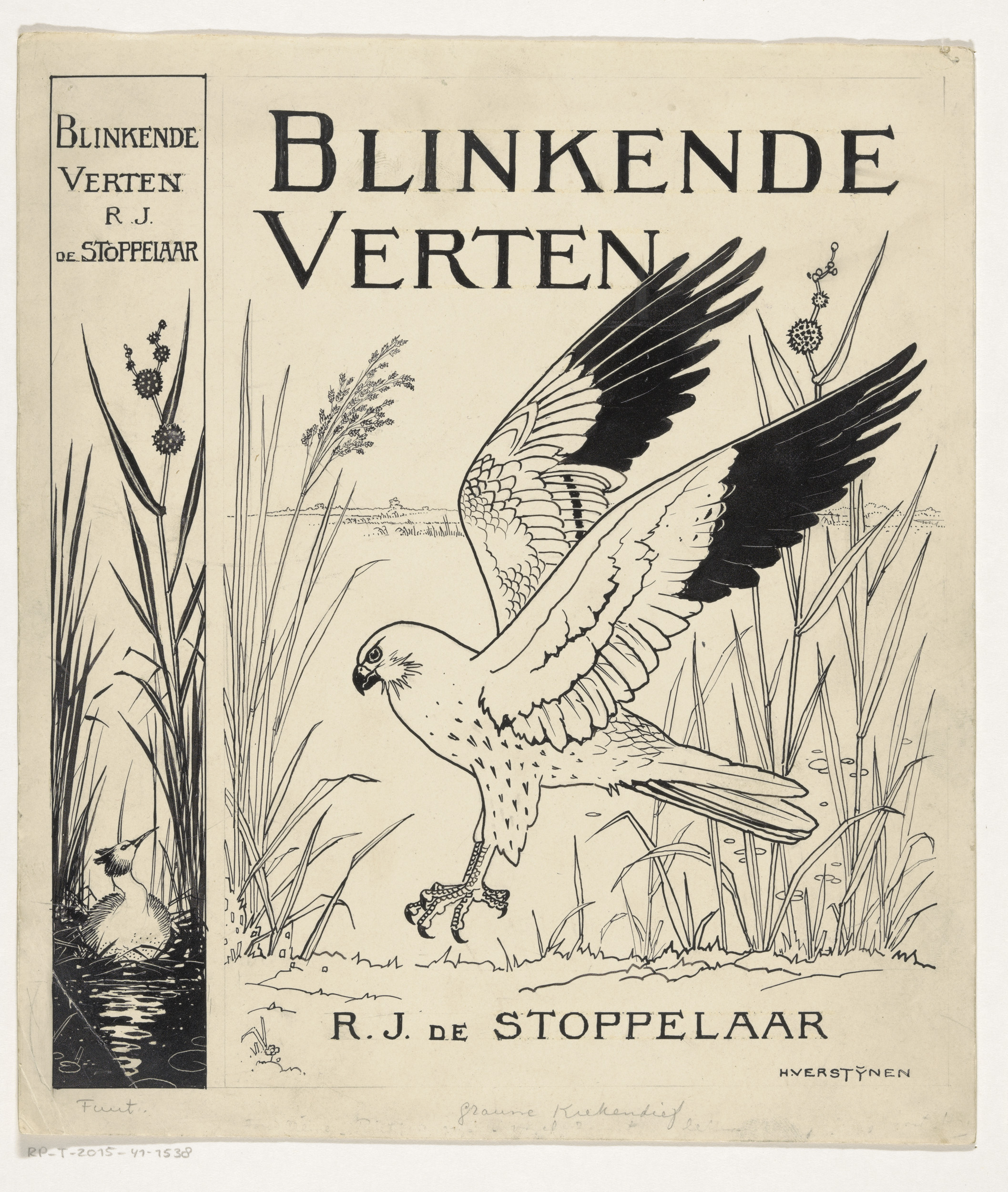
Blinkende verten (1930)

- Waar de greiden groenen en de wateren klotsen. Den Haag (1921).
- Glinsteringen van het jaar. Den  Haag (1921).
- Wind en water, klank en kleur. Den Haag (1923). Geïllustreerd door Anna Roes.
- Door zon en wind. Den Haag (1924).
- Vreugden van het zwerven. Den Haag (1926). Met tekeningen van Anna Roes.
- Zon op de golven. Laren (1926).
- De roep der velden. Laren (1927).
- De tooi der getijden. Laren (1928).
- Uit ons waterland. Schetsen van dieren en hun omgeving. Gouda (1928).
- Glanzende dagen. Laren (1928).
- Sprake en sproke van het jaar. Laren (1929).
- Blinkende verten. Amsterdam (1930).
- De luister van het land. Laren (1930).
- Als het voorjaar komt. Amsterdam: L.J. Veen (1932).[1] Met foto's van Jan P. Strijbos, J.A. Verwey, A.J. van Stralen en de auteur; fotoverdeling: Fré Cohen.
- Op Frieslands wijde wateren. Leeuwarden/Amsterdam (1932).
- Koning Winter. Verhalen. Hillegom (1932).
- Wuivende wieken. Amsterdam (1933).
- Een jaar natuurleven. Amsterdam (1934-1935).
- Waar de natuur wenkt. Amsterdam (1938).
- Kleine knagers. Amsterdam (1938).
- De groentetuin. Amsterdam (1938).
- Vogels van polder en weide (1939).
- Peter uit logeren. Een dierenboek voor kinderen. Utrecht (1945).
- Peter van het hoge huis. Een dierenboek voor kinderen. Utrecht (1941).

- Biografisch Portaal: 35795896
- Digitale Bibliotheek voor de Nederlandse Letteren: stop007
- Gemeinsame Normdatei: 127792961
- International Standard Name Identifier: 0000 0000 2511 7249
- Nederlandse Thesaurus van Auteursnamen: 069641293
- Virtual International Authority File: 47794862
- WorldCat: E39PBJcwBBrdWJWDqQj3FHwt8C